# Nicollet County
Das Nicollet County ist ein County im US-amerikanischen Bundesstaat Minnesota. Im Jahr 2020 hatte das County 34.454 Einwohner und eine Bevölkerungsdichte von 29,4 Einwohnern pro Quadratkilometer. Der Verwaltungssitz (County Seat) ist St. Peter.

## Geografie
Das County liegt im mittleren Süden von Minnesota am nördlichen Ufer des Minnesota River. Es hat eine Fläche von 1209 Quadratkilometern, wovon 38 Quadratkilometer Wasserfläche sind. An das Nicollet County grenzen folgende Nachbarcountys:
| Renville County | Sibley County |                   |
|                 |               | Le Sueur County   |
| Brown County    |               | Blue Earth County |

## Geschichte

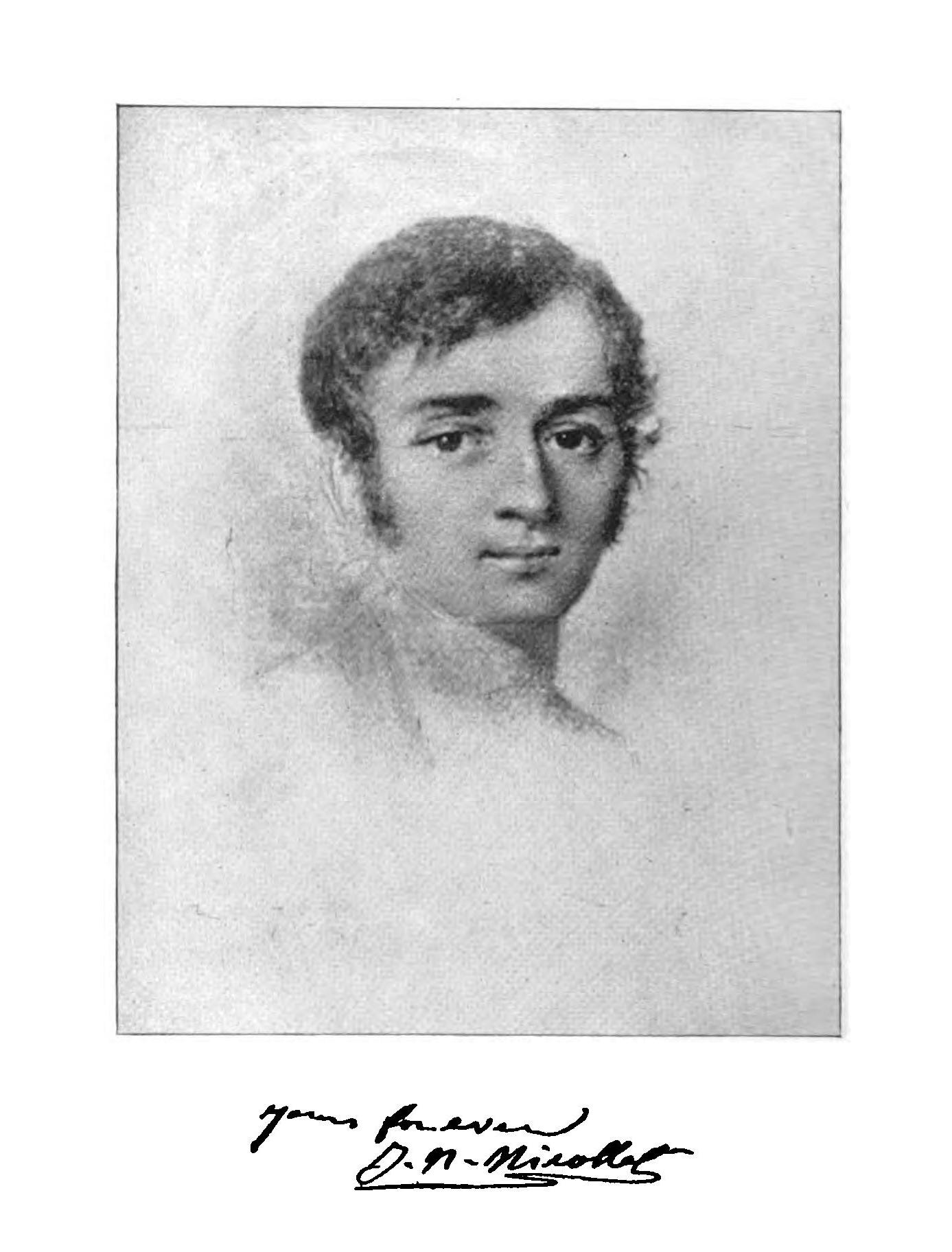
Joseph Nicollet

Das Nicollet County wurde am 5. März 1853 aus Teilen des Dakota County gebildet. Benannt wurde es nach Joseph Nicolas Nicollet (1786–1843), einem französischen Geografen und Mathematiker, der um 1830 den Oberlauf des Mississippi kartografierte.
24 Bauwerke und Stätten des Countys sind im National Register of Historic Places eingetragen (Stand 31. Januar 2018).

## Demografische Daten

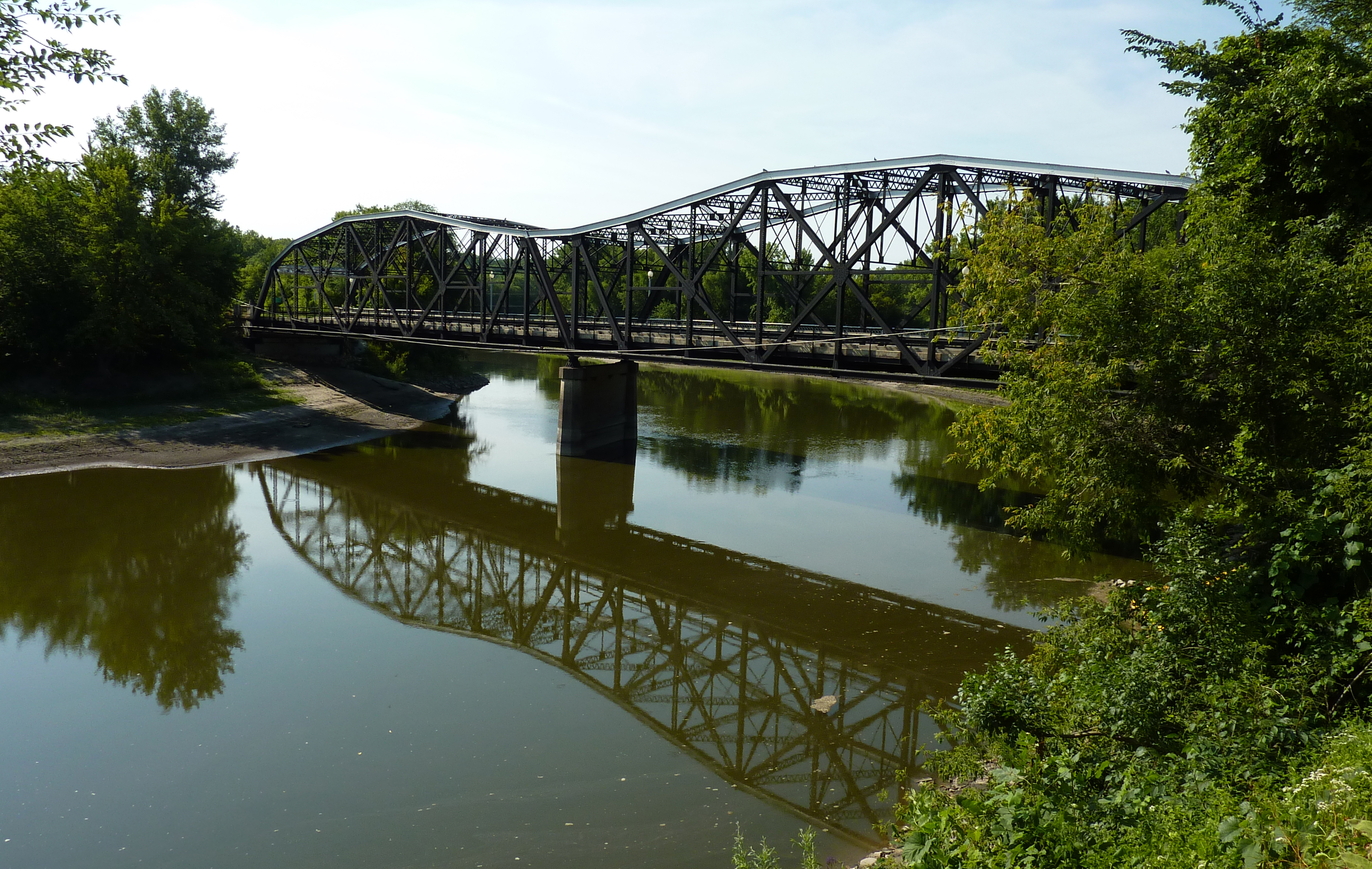
Broadway Bridge in der Oshawa Township, gelistet im NRHP

Nach der Volkszählung im Jahr 2010 lebten im Nicollet County 32.727 Menschen in 12.247 Haushalten. Die Bevölkerungsdichte betrug 27,9 Einwohner pro Quadratkilometer. In den 12.247 Haushalten lebten statistisch je 2,46 Personen.
Ethnisch betrachtet setzte sich die Bevölkerung zusammen aus 94,5 Prozent Weißen, 2,3 Prozent Afroamerikanern, 0,5 Prozent amerikanischen Ureinwohnern, 1,5 Prozent Asiaten sowie aus anderen ethnischen Gruppen; 1,3 Prozent stammten von zwei oder mehr Ethnien ab. Unabhängig von der ethnischen Zugehörigkeit waren 3,8 Prozent der Bevölkerung spanischer oder lateinamerikanischer Abstammung.
22,1 Prozent der Bevölkerung waren unter 18 Jahre alt, 65,7 Prozent waren zwischen 18 und 64 und 12,2 Prozent waren 65 Jahre oder älter. 50,2 Prozent der Bevölkerung war weiblich.

Das jährliche Durchschnittseinkommen eines Haushalts lag bei 59.877 USD. Das Pro-Kopf-Einkommen betrug 26.108 USD. 11,3 Prozent der Einwohner lebten unterhalb der Armutsgrenze.

## Ortschaften im Nicollet County
Citys
| - Courtland - Lafayette - Mankato1 | - Nicollet - North Mankato - St. Peter |

Unincorporated Communities
- Bernadotte
- Norseland
- West Newton

1 – überwiegend im Blue Earth County

## Gliederung
Das Nicollet County ist neben den sieben Citys in 13 Townships eingeteilt:
| Township              | Einwohner (2010) | FIPS     |
| --------------------- | ---------------- | -------- |
| Belgrade Township     | 1052             | 27-04744 |
| Bernadotte Township   | 278              | 27-05410 |
| Brighton Township     | 149              | 27-07732 |
| Courtland Township    | 630              | 27-13600 |
| Granby Township       | 246              | 27-24902 |
| Lafayette Township    | 694              | 27-33938 |
| Lake Prairie Township | 672              | 27-34856 |

| Township             | Einwohner (2010) | FIPS     |
| -------------------- | ---------------- | -------- |
| New Sweden Township  | 297              | 27-45988 |
| Nicollet Township    | 527              | 27-46168 |
| Oshawa Township      | 502              | 27-48922 |
| Ridgely Township     | 115              | 27-54430 |
| Traverse Township    | 334              | 27-65416 |
| West Newton Township | 423              | 27-69556 |
|                      |                  |          |